# Neuroperlopsis patris
Genre
Espèce
Neuroperlopsis patris est une espèce d'insectes plécoptères de la famille des Eustheniidae, la seule du genre Neuroperlopsis.

## Distribution
Cette espèce est endémique du Chili. Elle se rencontre dans les régions du Maule, du Biobío, d'Araucanie et des Lacs.

## Publication originale
- Illies, J. 1960 : Archiperlaria, eine neue Unterordnung der Plecopteren. (Revision der Familien Eustheniidae und Diamphipnoidae) (Plecoptera). Beiträge zur Entomologie Berlin, vol. 10, p. 661-697.